# 加尔尼亚诺
加尔尼亚诺（義大利語：Gargnano），是意大利布雷西亚省的一个市镇。总面积78平方公里，人口3051人，人口密度39.1人/平方公里（2009年）。国家统计（ISTAT）代码为017076。